# غاري راسل جونيور
غاري راسل جونيور (بالإنجليزية: Gary Russell, Jr.)‏ مواليد 5 يونيو 1988 في الولايات المتحدة، هو ملاكم أمريكي يصنف ضمن فئة وزن الريشة بدأ مسيرته الاحترافية سنة 2009 حيث انتصر في نزاله الأول.

## إحصائيات
خاض خلال مسيرته 28 نزالا، فاز في 27 وخسر في 1. فاز بالضربة القاضية في 16 نزالا.

## روابط خارجية
- غاري راسل جونيور على موقع بوكس ريك (الإنجليزية) (registration required)
- غاري راسل جونيور على موقع Tapology.com (الإنجليزية)
- غاري راسل جونيور على موقع أوليمبيديا (الإنجليزية)